# Тертл-Лейк (Північна Дакота)
Тертл-Лейк (англ. Turtle Lake) — місто (англ. city) в США, в окрузі Маклейн штату Північна Дакота. Населення — 542 особи (2020).

## Географія
Тертл-Лейк розташований за координатами 47°31′17″ пн. ш. 100°53′27″ зх. д. / 47.52139° пн. ш. 100.89083° зх. д. (47.521482, -100.890799).  За даними Бюро перепису населення США в 2010 році місто мало площу 1,36 км², з яких 1,32 км² — суходіл та 0,04 км² — водойми.

### Клімат
| Клімат : Тертл-Лейк   | Клімат : Тертл-Лейк | Клімат : Тертл-Лейк | Клімат : Тертл-Лейк | Клімат : Тертл-Лейк | Клімат : Тертл-Лейк | Клімат : Тертл-Лейк | Клімат : Тертл-Лейк | Клімат : Тертл-Лейк | Клімат : Тертл-Лейк | Клімат : Тертл-Лейк | Клімат : Тертл-Лейк | Клімат : Тертл-Лейк | Клімат : Тертл-Лейк |
| Показник              | Січ.                | Лют.                | Бер.                | Квіт.               | Трав.               | Черв.               | Лип.                | Серп.               | Вер.                | Жовт.               | Лист.               | Груд.               | Рік                 |
| Середній максимум, °C | −6,3                | 1,9                 | 3,1                 | 13,0                | 19,4                | 24,2                | 27,8                | 27,6                | 21,3                | 13,2                | 2,8                 | −4,8                | 11,4                |
| Середній мінімум, °C  | −17,8               | −15,2               | −8,7                | −1,8                | 4,9                 | 10,3                | 13,2                | 11,9                | 6,1                 | −0,9                | −8,4                | −15,4               | −1,8                |
| Норма опадів, мм      | 15                  | 11                  | 24                  | 31                  | 65                  | 89                  | 69                  | 50                  | 35                  | 31                  | 17                  | 13                  | 450                 |
| --------------------- | ------------------- | ------------------- | ------------------- | ------------------- | ------------------- | ------------------- | ------------------- | ------------------- | ------------------- | ------------------- | ------------------- | ------------------- | ------------------- |
| Джерело: NOAA         |                     |                     |                     |                     |                     |                     |                     |                     |                     |                     |                     |                     |                     |

## Демографія
Згідно з переписом 2010 року, у місті мешкала 581 особа в 278 домогосподарствах у складі 159 родин. Густота населення становила 428 осіб/км².  Було 340 помешкань (250/км²).
Расовий склад населення:
| - 95,5 % — білих - 2,1 % — корінних американців - 0,3 % — чорних або афроамериканців - 0,2 % — азіатів |

До двох чи більше рас належало 1,9 %. Частка іспаномовних становила 0,2 % від усіх жителів.
За віковим діапазоном населення розподілялося таким чином: 17,6 % — особи молодші 18 років, 51,9 % — особи у віці 18—64 років, 30,5 % — особи у віці 65 років та старші. Медіана віку мешканця становила 52,1 року. На 100 осіб жіночої статі у місті припадало 96,9 чоловіків;  на 100 жінок у віці від 18 років та старших — 92,4 чоловіків також старших 18 років.
Середній дохід на одне домашнє господарство  становив 59 516 доларів США (медіана — 43 235), а середній дохід на одну сім'ю — 61 740 доларів (медіана — 50 625). Медіана доходів становила 55 250 доларів для чоловіків та 35 208 доларів для жінок. За межею бідності перебувало 13,9 % осіб, у тому числі 0,0 % дітей у віці до 18 років та 16,7 % осіб у віці 65 років та старших.
Цивільне працевлаштоване населення становило 238 осіб. Основні галузі зайнятості: освіта, охорона здоров'я та соціальна допомога — 17,2 %, фінанси, страхування та нерухомість — 15,5 %, сільське господарство, лісництво, риболовля — 13,0 %.